# جان لوي قرداحي
جان لوي قرداحي (30 يوليو 1962 - ) هو سياسي لبناني ورجل أعمال، ووزير الاتصالات اللبناني في الفترة بين 2000 إلى 2005م، حيث شارك في الحكومة اللبنانية 65 التي شُكلت في تشرين الأول 2000 برئاسة رفيق الحريري، والحكومة اللبنانية 66 التي شُكلت في أبريل 2003 برئاسة رفيق الحريري، والحكومة اللبنانية 66 التي شُكلت في تشرين الأول 2004 بعد اغتيال رفيق الحريري برئاسة عمر كرامي.

## حياته
وُلد في 30 يوليو 1962 في مدينة جبيل بمحافظة جبل لبنان، وأنهى تعليمه الثانوي في معهد الإخوة المريميين، ثم التحق بجامعة البوليتكنيك الفيدرالية لوزان في سويسرا، ونال شهادته عام 1986، وتولّى إدارة عـدد من الشركات الفرنسية.
عاد إلى لبنان في 1992، واستلم إدارة شركة لويس قرداحي للهندسة والتعهدات، التي قامت بتنفيذ عدد من المشاريع المعمارية الضخمة، وانتُخب في العام 1993 عضوًا في مجلس إدارة نقابة متعهّدي الأشغال العامة. قام بتجميع التحف التي تروي تاريخ مدينة جبيل، وقام بتأسيس مؤسسة لويس قرداحي الثقافية في 1995، وفي 2013 مُنحت المؤسسة للجامعة اللبنانية الأميركية.
انتُخب عام 1998 رئيسًا لمجلس بلدية جبيل، ثم رئيسًا لاتحاد بلديات القضاء عام 1999، وعُيّن وزيرًا للإتصالات، لثلاث مرّات متتالية، من تشرين الأول 2000 ولغاية نيسان 2005، وحصل على وسام الأرز الوطني من رتبة كومندور.
قبيل الانتخابات النيابية 2018، أطلق جان لوي قرداحي حركة التضامن الوطني، وخاض الانتخابات النيابية بتشكيل لائحة مكتملة من المستقلين عن دائرة كسروان - جبيل.
جان لوي قرداحي هو من مؤسسي نادي بيبلوس الرياضي عام 1981. يترأس حاليًّا جمعية أصدقاء بيبلوس، وهو عضو في الرابطة المارونية، وفي المجلس الثقافي في بلاد جبيل، والتعاونية اللبنانية للتنمية، وجمعية فرسان مالطة.

## المناصب التي تولاها
- رئيس مجلس إدارة شركة لويس قرداحي للهندسة والتعهدات منذ 1992.
- عضو في مجلس إدارة نقابة متعهّدي الأشغال العامة في 1993.
- رئيس لمجلس بلدية جبيل في 1998.
- رئيس لاتحاد بلديات قضاء جبيل في 1999.
- وزير الاتصالات اللبناني (2000 - 2005).
- تأسيس مؤسسة الجامعة اللبنانية الأميركية لويس قرداحي وتولي إدارتها في 2013.
- رئيس لحركة التضامن الوطني في 2018.[4]

## وصلات خارجية
- جان لوي قرداحي - وزير لبناني سابق مع برنامج حوار الساعة، قناة الميادين.